# 日本海難防止協会
公益社団法人日本海難防止協会（にっぽんかいなんぼうしきょうかい）は、海難防止及び船舶等による海洋汚染の防止に関する調査研究を業務としており、海洋汚染防止事業を実施する各種団体が加盟している。元国土交通省総合政策局所管の社団法人。